# مايك ديفيس (لاعب اتحاد الرغبي)
مايك ديفيس (بالإنجليزية: Mike Davis)‏ هو لاعب اتحاد الرغبي بريطاني، ولد في 23 يناير 1942 في ليتشفيلد في المملكة المتحدة.